# 三宅晴佳
三宅 晴佳（みやけ はるか、4月24日 - ）は、日本の女性声優。日本ナレーション演技研究所出身。大阪府出身。

## 経歴
日本ナレーション演技研究所で演技を学ぶ。

## 人物
目標にする声優は植田佳奈。

## 出演
※太字はメインキャラクター。

### テレビアニメ
2016年
- ぐらP&ろで夫II（メイド）
- 灼熱の卓球娘（女子生徒1）

2017年
- 徒然チルドレン（神田沙希）
- NEW GAME!!（コンペ会場の人々）
- DYNAMIC CHORD（観客）
- ラブライブ!サンシャイン!!（女子生徒）

2018年
- citrus（女性）
- ラストピリオド -終わりなき螺旋の物語-（イエロー）
- ソードアート・オンライン アリシゼーション（受付係）
- カードファイト!! ヴァンガード（生徒E）

2019年
- マナリアフレンズ（女生徒）
- エガオノダイカ（アーニャ）

2021年
- スケートリーディング☆スターズ（ミリオンファン）
- ラブライブ!スーパースター!!

### ゲーム
- スマッシュ&マジック（2017年、アカネ）
- アリス・ギア・アイギス（2019年 - 2024年、シャーリー・オークレイ）
- ぎゃる☆がん りたーんず（2021年、野々宮かなめ[4]）
- 東方ダンマクカグラ（2021年、聖白蓮[5]）
- グリム・ガーディアンズ デーモンパージ（2023年、野々宮かなめ）
- カルドアンシェル（2024年、野々宮かなめ[6][7]）

### インターネットテレビ
- ぎゃる☆がん りたーんずTV[8]（ニコニコ動画、YouTube Live　2020年10月13日 - 2021年2月9日　全9回）

### その他
- 2020年2月7日公開の映画「ヲタクに恋は難しい」の劇中声優イベントライブに本人役で登場し、映画のために作られた楽曲「ぐるぐるフォーリンラブ」を歌唱している[9]。

## ディスコグラフィ

### キャラクターソング
| 発売日        | 商品名                                                                                          | 歌                       | 楽曲                            | 備考                                                              |
| ------------- | ----------------------------------------------------------------------------------------------- | ------------------------ | ------------------------------- | ----------------------------------------------------------------- |
| 2018年1月31日 | Journey to the Sunshine                                                                         | Aqoursと浦の星の仲間たち | 「勇気はどこに？君の胸に！」    | テレビアニメ『ラブライブ！サンシャイン!!』第2期エンディングテーマ |
| 2021年1月28日 | ぎゃる☆がん りたーんずNintendo Switch限定版同梱CD 「ぎゃる☆がん りたーんず ソングコレクション」 | 野々宮かなめ（三宅晴佳） | イルミネーションラブ りたーんず | ゲーム『ぎゃる☆がん りたーんず』主題歌                            |
| 2021年1月28日 | ぎゃる☆がん りたーんずNintendo Switch限定版同梱CD 「ぎゃる☆がん りたーんず ソングコレクション」 | 野々宮かなめ（三宅晴佳） | ゆびきり                        | ゲーム『ぎゃる☆がん りたーんず』エンディングテーマ                |

### 歌手参加曲
| 発売日       | 商品名                                                     | 歌       | 楽曲                       | 備考                             |
| ------------ | ---------------------------------------------------------- | -------- | -------------------------- | -------------------------------- |
| 2020年2月5日 | 映画「ヲタクに恋は難しい」The Songs Collection by 鷺巣詩郎 | 三宅晴佳 | 「ぐるぐるフォーリンラヴ」 | 映画『ヲタクに恋は難しい』劇中歌 |

### ユニットメンバー
1. ↑  高海千歌（伊波杏樹）、桜内梨子（逢田梨香子）、松浦果南（諏訪ななか）、黒澤ダイヤ（小宮有紗）、渡辺曜（斉藤朱夏）、津島善子（小林愛香）、国木田花丸（高槻かなこ）、小原鞠莉（鈴木愛奈）、黒澤ルビィ（降幡愛）
2. ↑  高海志満（阿澄佳奈）、高海美渡（伊藤かな恵）、よしみ（松田利冴）、いつき（金元寿子）、むつ（芹澤優）、しいたけ（麦穂あんな）、解答者A（山北早紀）、解答者B（千本木彩花）、その他女子生徒（三宅晴佳、嶺内ともみ、小松奈生子、岡咲美保、続木友子、小野寺瑠奈、原口祥子、米山明日美、二ノ宮愛子、樋口桃、木本久留美、成岡正江、小田果林、内田愛美、森永たえこ）